# Selanec
Selanec falu Horvátországban Kapronca-Kőrös megyében. Közigazgatásilag  Sveti Petar Orehovechez tartozik.

## Fekvése
Kőröstől 9 km-re nyugatra, községközpontjától 2 km-re keletre fekszik.

## Története
A települést 1507-ben "Zelyan" alakban említik először. 1517-ben "Zelyancz", 1598-ban "Zeiancz" néven szerepel a korabeli forrásokban.
A falunak 1857-ben 174,  1910-ben 251 lakosa volt. Trianonig Belovár-Kőrös vármegye Körösi járásához tartozott. 2001-ben 193 lakosa volt.

## Nevezetességei
Nursiai Szent Benedek tiszteletére szentelt, a temetőben álló kápolnája 1775-ben épült a korábbi kápolna helyén.